# Jason Holland (rugby à XV)
Pour les articles homonymes, voir Jason Holland et Holland.

a Compétitions nationales et continentales officielles uniquement.

b Matchs officiels uniquement.
Dernière mise à jour le 10 septembre 2021.
Jason Holland, né le 12 août 1972 à New Plymouth (Nouvelle-Zélande), est un joueur de rugby à XV qui évolue au poste de demi d'ouverture. Il est un des trois-quarts de l'équipe de la province du Munster qui dispute deux fois la finale de la Coupe d'Europe en 2000 et 2002. Avec la présence de Ronan O'Gara, Jason Holland a joué aussi comme centre.
Il a connu deux sélections en équipe d'Irlande A.

## Carrière

### Joueur
- Massey University  Nouvelle-Zélande 1990-1994
- Manawatu  Nouvelle-Zélande
- Taranaki  Nouvelle-Zélande
- Munster (Ligue Celte) 1999-2008

Jason Holland a disputé 38 matchs en Coupe d'Europe, inscrit 13 essais de 1999 à 2005 pour le Munster. Il a disputé 102 matchs toutes compétitions confondues pour le Munster.

### Entraîneur
A sa retraite sportive, il devient entraîneur des lignes arrières du Munster à partir de la saison 2008-2009.
Entre 2012 et 2015, il est assistant de Scott Roberston à Canterbury.
Il rejoint le staff des Hurricanes en Super Rugby à partir de la saison 2016 en tant qu'adjoint. Il est nommé entraîneur principal à partir de la saison 2020 en remplacement de Ian Foster, nommé sélectionneur des All Blacks.
Après la fin de saison 2023, il rejoint du staff du nouveau sélectionneur des All Blacks Scott Roberston, qu'il a côtoyé à Canterbury, en tant qu'adjoint en charge de l'attaque.

## Palmarès

### En club
- Coupe d'Europe : finaliste en 2000 et 2002
- Celtic League : 2003